# Saint-Hilaire-de-Court
Saint-Hilaire-de-Court és un municipi francès, situat al departament de Cher i a la regió de Centre – Vall del Loira. L'any 2007 tenia 734 habitants.

## Demografia

### Població
El 2007 la població de fet de Saint-Hilaire-de-Court era de 734 persones. Hi havia 260 famílies, de les quals 56 eren unipersonals (32 homes vivint sols i 24 dones vivint soles), 84 parelles sense fills, 104 parelles amb fills i 16 famílies monoparentals amb fills.
La població ha evolucionat segons el següent gràfic:
Habitants censats

### Habitatges
El 2007 hi havia 295 habitatges, 278 eren l'habitatge principal de la família, 9 eren segones residències i 8 estaven desocupats. Tots els 295 habitatges eren cases. Dels 278 habitatges principals, 222 estaven ocupats pels seus propietaris, 51 estaven llogats i ocupats pels llogaters i 5 estaven cedits a títol gratuït; 4 tenien dues cambres, 56 en tenien tres, 109 en tenien quatre i 108 en tenien cinc o més. 235 habitatges disposaven pel capbaix d'una plaça de pàrquing. A 102 habitatges hi havia un automòbil i a 158 n'hi havia dos o més.

### Piràmide de població
La piràmide de població per edats i sexe el 2009 era:
| Homes | Edats   | Dones |
| ----- | ------- | ----- |
| 0     | 95 o +  | 0     |
| 0     | 90 a 94 | 0     |
| 4     | 85 a 89 | 0     |
| 0     | 80 a 84 | 8     |
| 0     | 75 a 79 | 16    |
| 16    | 70 a 74 | 20    |
| 8     | 65 a 69 | 8     |
| 12    | 60 a 64 | 16    |
| 16    | 55 a 59 | 12    |
| 24    | 50 a 54 | 16    |
| 60    | 45 a 49 | 40    |
| 36    | 40 a 44 | 48    |
| 20    | 35 a 39 | 40    |
| 16    | 30 a 34 | 32    |
| 16    | 25 a 29 | 12    |
| 16    | 20 a 24 | 16    |
| 56    | 15 a 19 | 32    |
| 24    | 10 a 14 | 36    |
| 24    | 5 a 9   | 12    |
| 20    | 0 a 4   | 20    |

## Economia
El 2007 la població en edat de treballar era de 509 persones, 395 eren actives i 114 eren inactives. De les 395 persones actives 364 estaven ocupades (192 homes i 172 dones) i 31 estaven aturades (19 homes i 12 dones). De les 114 persones inactives 51 estaven jubilades, 35 estaven estudiant i 28 estaven classificades com a «altres inactius».

### Ingressos
El 2009 a Saint-Hilaire-de-Court hi havia 278 unitats fiscals que integraven 714,5 persones, la mediana anual d'ingressos fiscals per persona era de 18.131 €.

### Activitats econòmiques
Dels 10 establiments que hi havia el 2007, 2 eren d'empreses extractives, 1 d'una empresa de fabricació d'altres productes industrials, 1 d'una empresa de construcció, 1 d'una empresa de comerç i reparació d'automòbils, 3 d'empreses d'hostatgeria i restauració, 1 d'una empresa d'informació i comunicació i 1 d'una empresa classificada com a «altres activitats de serveis».
Dels 3 establiments de servei als particulars que hi havia el 2009, 1 era un guixaire pintor, 1 perruqueria i 1 restaurant.
L'any 2000 a Saint-Hilaire-de-Court hi havia 7 explotacions agrícoles.

## Equipaments sanitaris i escolars
El 2009 hi havia una escola elemental.

## Poblacions més properes
El següent diagrama mostra les poblacions més properes.